# هنري إتش بلاك
هنري إتش بلاك (بالإنجليزية: Henry H. Black)‏ هو عسكري أمريكي، ولد في 9 فبراير 1929 في بنسيلفانيا في الولايات المتحدة، وتوفي في 24 أغسطس 2012 في فريدريكسبيورغ في الولايات المتحدة.